# ممیزی انرژی

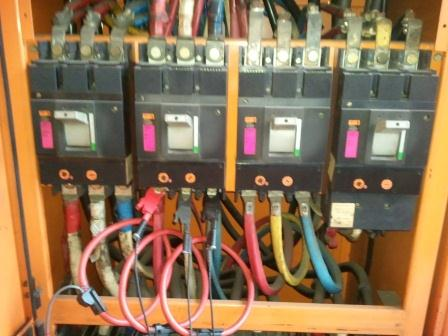
اتصال پاور لاگر به منظور انجام ممیزی انرژی

ممیزی انرژی مجموعه اقداماتی است که جهت شناسایی چگونگی مقادیر و موقعیت‌های مصرف انرژی در یک فعالیت یا فرایند انجام و در طی آن فرصت‌هاو امکانات صرفه‌جویی انرژی مشخص شده و مورد ارزیابی قرار می‌گیرد.
ممیزی انرژی یک مرحله از برنامهٔ سیستماتیک و جامع مدیریت انرژی است. ممیزی انرژی روشی مناسب برای شناسایی و انتخاب فرصت‌های صرفه‌جویی انرژی در سازمان است. ممیزی انرژی زمینه‌هایی که تلفات در آن اتفاق می‌افتد را مشخص کرده و راه حل‌هایی را که با توجه به محدودیت‌های مالی و تنگناهای سازمانی وجود دارد روشن می‌سازد.

## اهداف ممیزی انرژی
- بررسی انرژی کل مصرف شده به همراه تجهیزات مصرف کنندهٔ انرژی در یک سیستم مشخص
- تعیین مصرف انرژی در تمام تجهیزات و سیستم‌ها و سهم آن‌ها از کل مصرف انرژی سیستم
- تعیین بازده مصرف انرژی و تلفات سیستم
- برآورد پتانسیل‌های صرفه‌جویی انرژی، هزینه‌های مورد نیاز و دورهٔ بازگشت سرمایه برای هریک از راهکارهای توصیه‌شده
- بررسی راهکارهای مدیریت انرژی از جمله سیستم بازنگری و ارزیابی مصرف انرژی برای اعمال در فرایندهای مختلف 

## انواع روش‌های ممیزی انرژی
- ممیزی انرژی پیمایشی
- تحلیل هزینه‌های تأسیساتی
- ممیزی انرژی استاندارد
- ممیزی انرژی تفصیلی 

## چارچوب کلی ممیزی انرژی در ساختمان
- بازدید فنی از ساختمان به منظور شناسایی پارامترهای کلیدی مؤثر بر مصرف انرژی
- تحلیل قبوض برق و گاز در دوره‌های گرما و سرما
- پتانسیل فنی و اقتصادی صرفه جویی انرژی در ساختمان
- تدوین خط مبنای مصرف انرژی در ساختمان 
- محاسبه شاخص بار ساختمان (blc)
- تدوین شاخص‌های عملکرد مصرف انرژی ساختمان
- راهکارهای صرفه جویی انرژی در ساختمان